# Coelostomidia wairoensis
Coelostomidia wairoensis är en insektsart som först beskrevs av William Miles Maskell 1884.  Coelostomidia wairoensis ingår i släktet Coelostomidia och familjen pärlsköldlöss. Inga underarter finns listade i Catalogue of Life.